# Area archeologica di Fiesole

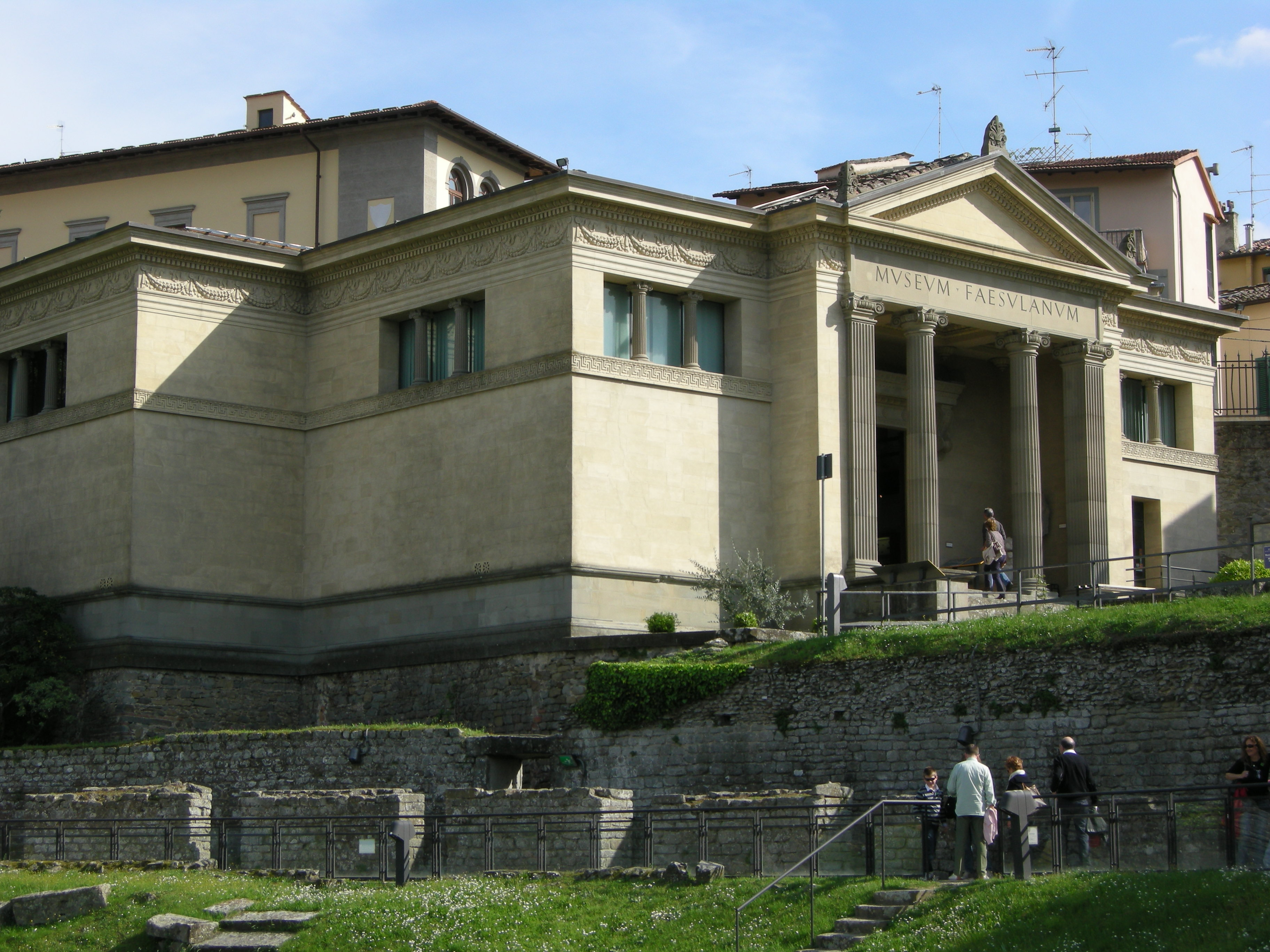
Il Museo archeologico di Fiesole

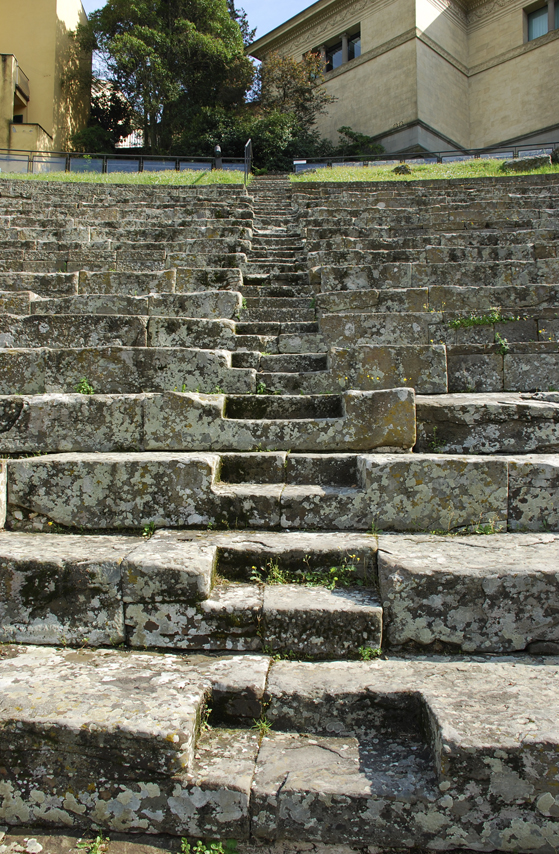
Il teatro romano, scalinata

Gli scavi nell'area archeologica di Fiesole comprendono un teatro romano, le terme, un tempio etrusco-romano e un museo archeologico. Si trovano tra via Duprè, via delle Mura Etrusche e via Marini. Contiene reperti dal III secolo a.C. al II secolo d.C.
Nel 1809, il barone prussiano Friedman Schellersheim fu il primo a far eseguire degli scavi in un podere, detto Buche delle Fate, dove trovò ruderi di epoca romana. Egli fece ricerche fino al 1814, poi i lavori furono sospesi e ripresi successivamente nel 1870. Il Comune nel 1873 acquistò il terreno dove gli scavi continuavano e nel 1878 venne istituito nel palazzo Pretorio un primo museo col materiale venuto alla luce. Il direttore degli scavi nominato dal comune fu il professor Demostene Macciò, che sostenne l'incarico fino al 1910.
Nella spianata degli scavi si trovava l'antico foro di Faesulae, nella convalle tra i colli di San Francesco e di Sant'Apollinare.

## Museo archeologico di Fiesole
Il museo fu costruito dall'architetto Ezio Cerpi fra il 1912 e il 1914 a forma di tempietto romano di stile ionico, e conserva reperti provenienti da Fiesole e dal suo territorio e donazioni private, tra le quali la Collezione Costantini di ceramiche greche, magnogreche ed etrusche e la Collezione Albites, con pregevoli sculture romane. Tra i reperti provenienti da Fiesole e dal territorio sono esposti un frammento di una statua in bronzo forse di lupa capitolina datata tra l'età etrusca e il I secolo a.C., stele "fiesolane" in arenaria del periodo etrusco arcaico, ed urne cinerarie etrusche (su una di esse è raffigurata a bassorilievo il tema del Cinghiale di Meleagro), oltre a bronzetti votivi, ceramiche etrusche e romane, lucerne in terracotta e in bronzo, e altri oggetti del periodo etrusco e romano. Nel museo sono esposte anche alcune sepolture longobarde rinvenute a Fiesole, armi, gioielli e altri oggetti medievali.

## Teatro romano di Fiesole

### Storia

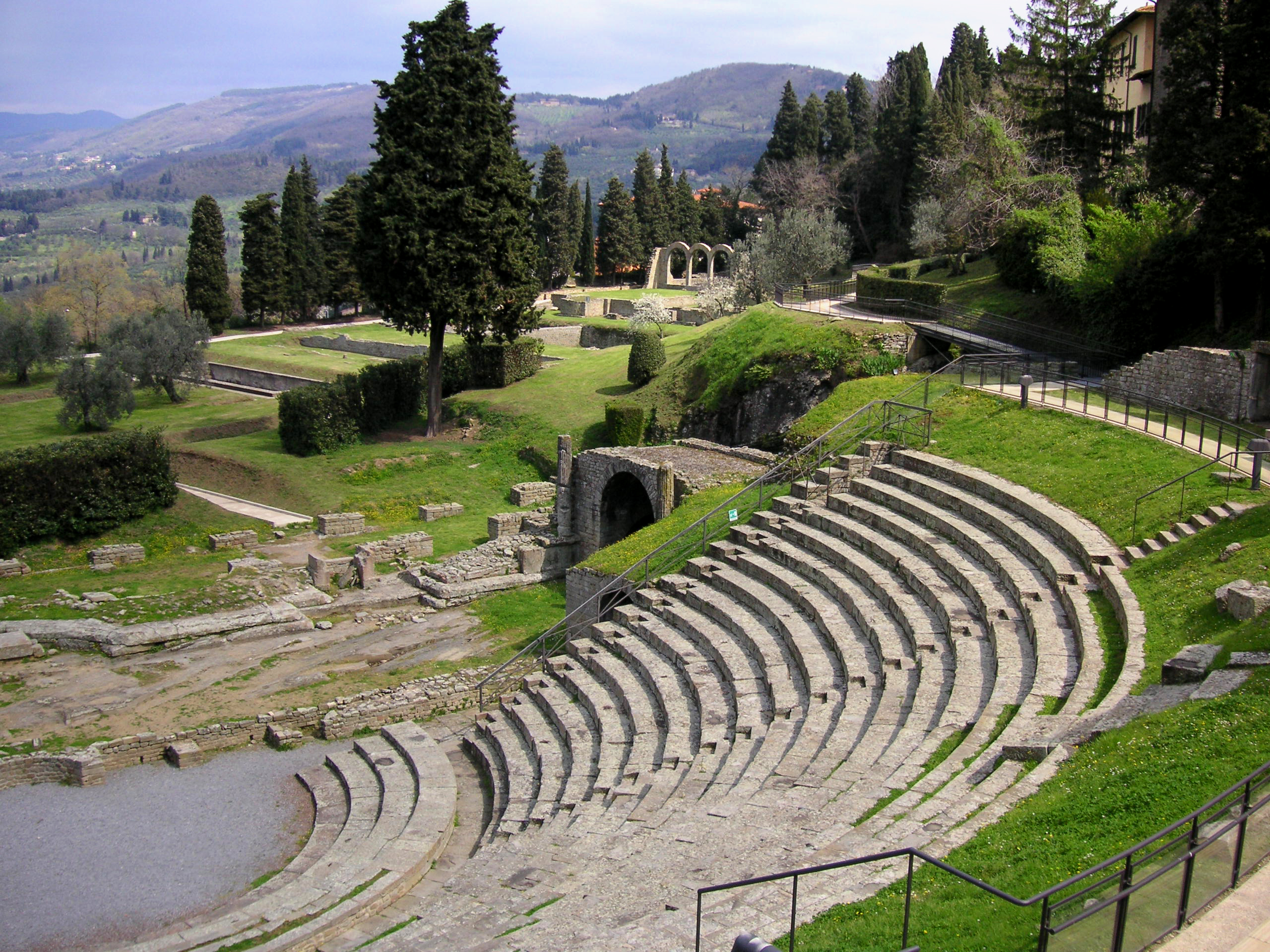
Il Teatro romano di Fiesole

Il Teatro è costruito secondo i modelli greci (cioè sfrutta la naturale pendenza del terreno, scavato per realizzare i gradini della cavea) e venne costruito al tempo di Silla ed abbellito da Claudio e da Settimio Severo. Quello di Fiesole è tuttora considerato uno dei teatri romani più antichi esistenti (i primi sorsero a Roma soltanto all’ inizio del II secolo a.C.). Venne innalzato verso la fine del I secolo a.C., probabilmente nell'ultimo ventennio (quando già l'età repubblicana stava finendo), ma subì col tempo numerosi restauri ed abbellimenti (in particolar modo sotto l'Impero). Come struttura si avvicina decisamente al modello teatrale greco (non a caso poggia su un declivio naturale), anche se sono già presenti molti elementi di distacco dalla tradizione ellenica. Ad esempio l'orchestra, che ha dimensioni molto più ridotte rispetto a quelle dei teatri greci (il che è giustificato dal fatto che nelle tragedie greche si dava molta importanza al coro). Altre fondamentali ed evidenti differenze rispetto alla tradizione precedente sono l'inserimento dei loggiati laterali (che collegano le gradinate della cavea alla scena), della “frons scenae” o proscenio (una facciata esterna alla struttura che fungeva da sfondo alle rappresentazioni ma non solo), e del sipario (azionato tramite dei macchinari nascosti al pubblico).
La cavea ha un diametro di 34 m. La gradinata superiore è distrutta, mentre quelle inferiori sono ben conservate. Nel teatro, in basso, vi erano tre ordini di posti distinti e diciannove gradinate divise da cinque scalette (oggi solo dieci); da una parte le gradinate sono scavate nel masso e da un'altra parte, dove si trova anche il pozzo, riposano su volte sostenute da muri concentrici. In cima alla gradinata esistevano le logge dette tribunalia, per i personaggi più eminenti. Il teatro poteva contenere circa tremila persone. Il frontescena era costituito da un loggiato a due piani andato distrutto, del quale restano solo le fondazioni che mostrano le tre porte riservate agli attori. Due ali coperte (le versurae) inquadravano la scena lateralmente e portavano ad un portico verso oriente dietro la scena (del quale restano nove pilastri) ed ai magazzini verso occidente, usati per i costumi e il materiale scenico. L'orchestra era in origine pavimentata con mosaici policromi ed era conclusa da un proscenio. Alle gradinate, all'orchestra ed alla scena si accedeva dai propilei, che avevano ripiani per i palchi ed erano adorni di colonne scanalate. Il teatro viene tuttora usato nel periodo estivo per rappresentazioni di opere liriche dell'Estate fiesolana.

### Il recupero
Per la costruzione, i romani sfruttarono per lo più il declivio naturale del terreno, secondo il modello della tradizione greca. Tuttavia, dove la depressione era troppo elevata, furono edificate delle innovative arcate, in grado di sostenere il peso delle restanti gradinate. Furono proprio queste arcate, situate ad est ed ovest della costruzione, i primi resti che vennero ritrovati nel Medioevo (gli abitanti del posto le ribattezzarono volgarmente  "Buche delle Fate"). Tuttavia lo scopritore ufficiale del teatro è da considerarsi l'archeologo prussiano Friedman Schellershein, che nell'anno 1809 decise di intraprendere degli scavi per “rendere alla città di Faesule questo meraviglioso documento storico”. Purtroppo Schellershein, non appena ebbe recuperato dal sito alcuni oggetti di relativo valore economico, lo richiuse a pochi mesi dalla sua apertura. È questo il principale motivo per cui, fino al 1814, il teatro venne vergognosamente utilizzato come cava per la pietra (non era nemmeno la prima volta nella sua storia; pare infatti che già attorno all’anno Mille alcune sue pietre fossero state utilizzate nientemeno che per la realizzazione del Duomo). Quindi, per limitare lo scempio, dal 1815 il Capitolo Fiorentino decise nuovamente di rendere coltivabile l’area, ricoprendo interamente il teatro con della terra.
Fortunatamente, dopo lo spostamento della capitale a Firenze nel 1864 (con conseguente aumento di fondi ed investitori nella città gigliata), i territori fiesolani divennero fiorentini. Fu in quegli anni che il Capitolo decise di riprendere gli scavi, che però vennero nuovamente interrotti, poiché il professore Migliarini, direttore delle Gallerie Fiorentine e stimata autorità cittadina, giudicò il teatro di poco interesse culturale (al tempo, infatti, si dava effettivo valore storico solo alle opere etrusche). Tuttavia nel 1870, con l'incameramento dei beni ecclesiastici da parte dello Stato, il terreno del teatro tornò prima demaniale e poi, poco tempo dopo, venne acquistato dallo stesso Comune di Fiesole, che decise di dare una svolta agli scavi. Nel 1873, infatti, sotto la direzione di Carlo Strozzi e della Deputazione fiorentina (incaricata dal Comune), cominciarono i lavori (finanziati anche, per la prima volta in Italia, dall’“esazione di una tassa di ingresso”) che, nel 1911, con il restauro di parte delle gradinate, restituirono il teatro fiesolano alla comunità.
In ogni caso, al tempo ci furono molte e feroci critiche al Comune. La maggior parte dei critici contestava all’istituzione comunale l'aver effettuato sul teatro un restauro fin troppo pesante, che aveva snaturato l'essenza della costruzione. Altre critiche erano dovute al fatto che l'Amministrazione aveva assunto la mano d'opera dei contadini del luogo per il restauro, il tutto a scapito della qualità del lavoro.
Negli anni ’50 e ’60 furono effettuati gli ultimi effettuati sulle murature, consolidando le terme e il tempio. Dal 2004 al 2006, furono consolidati e restaurati le gradinate e il proscenio del teatro.

Nel 2016, erano oggetto di degrado e urgenti restauri nelle aree delle vasche del calidarium, del laconicum e del labrum, e nel teatro all'interno del pulpitum, della cavea e della crypta.

## Terme

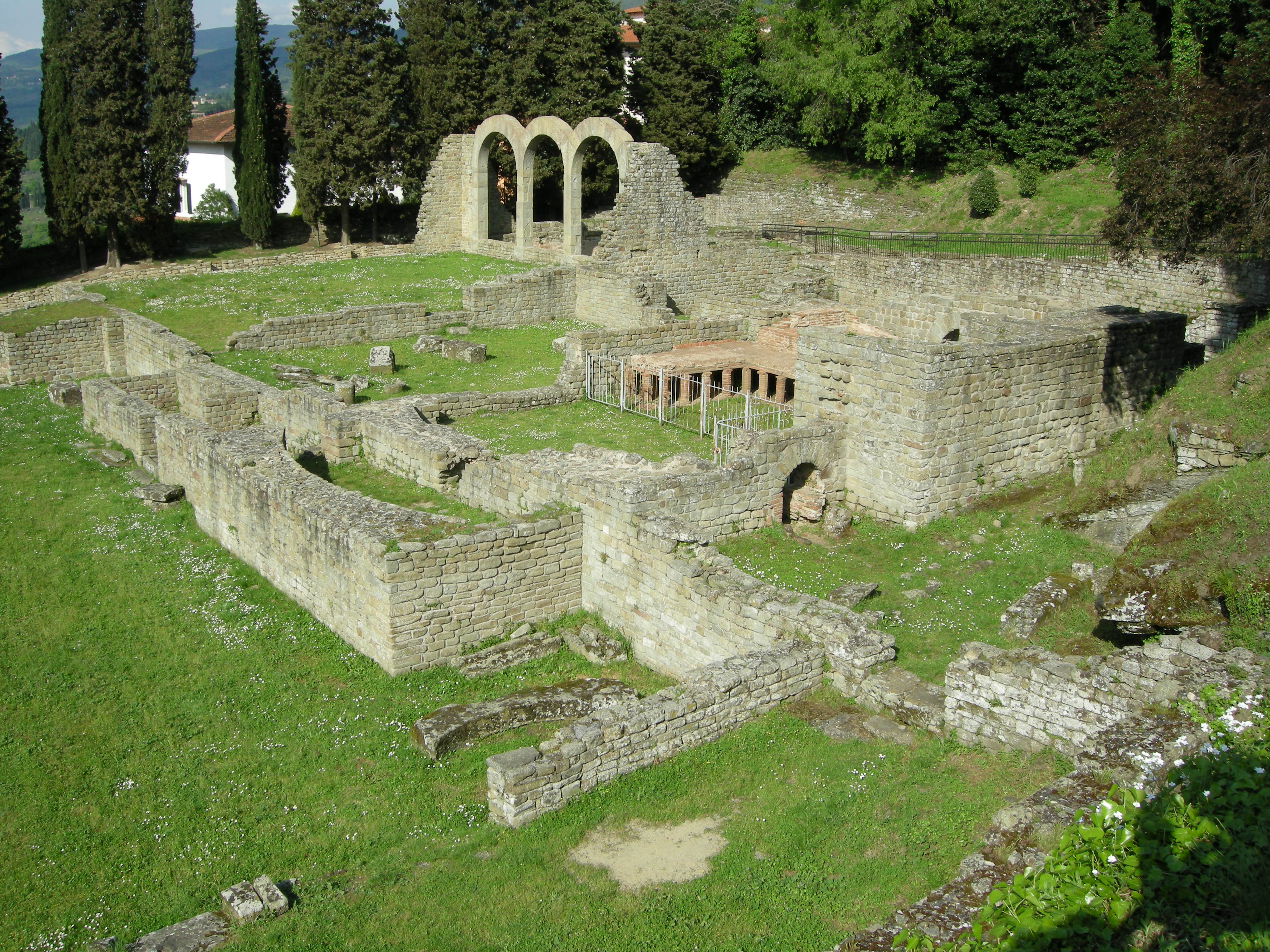
Le Terme di Fiesole

Dietro al teatro vi sono i ruderi delle terme, costruite ai tempi di Silla (I secolo a.C.), restaurate e ingrandite al tempo di Adriano. Furono "scoperte" nel 1891, quando finalmente si poté dare una funzione alle tre arcate da sempre visibili: esse costituivano la terrazza delle terme verso valle.
Le terme si trovano lungo le mura e sono costituite dai tre classici ambienti del calidarium, tepidarium e  frigidarium, più altre vasche e stanze. Una piscina rettangolare e due vasche (una delle quali a immersione) servivano per i bagni pubblici e sul loro fondo furono trovate molte anfore, usate per depurare l'acqua, raccogliendo le impurità che andavano a fondo.
Si trovano i resti di locali per il riscaldamento dell'acqua e la produzione di vapore che, a mezzo di condutture di piombo o di terracotta, si distribuiva nei vari locali. Nel calidarium, caratterizzato dal pavimento in cocciopesto, veniva mandata l'acqua bollente, nel tepidarium (costituito da tre vasche) era raccolta l'acqua tiepida e infine nel frigidarium veniva immessa l'acqua fredda; il frigidarium è suddiviso da una struttura ad archi (ricostruita), una delle quali ha una forma semicircolare e si trova accanto alle latrine. Forse esisteva anche un criptoportico che separava le vasche. Alcune delle strutture sono state ricostruite in seguito agli scavi.

## Tempio

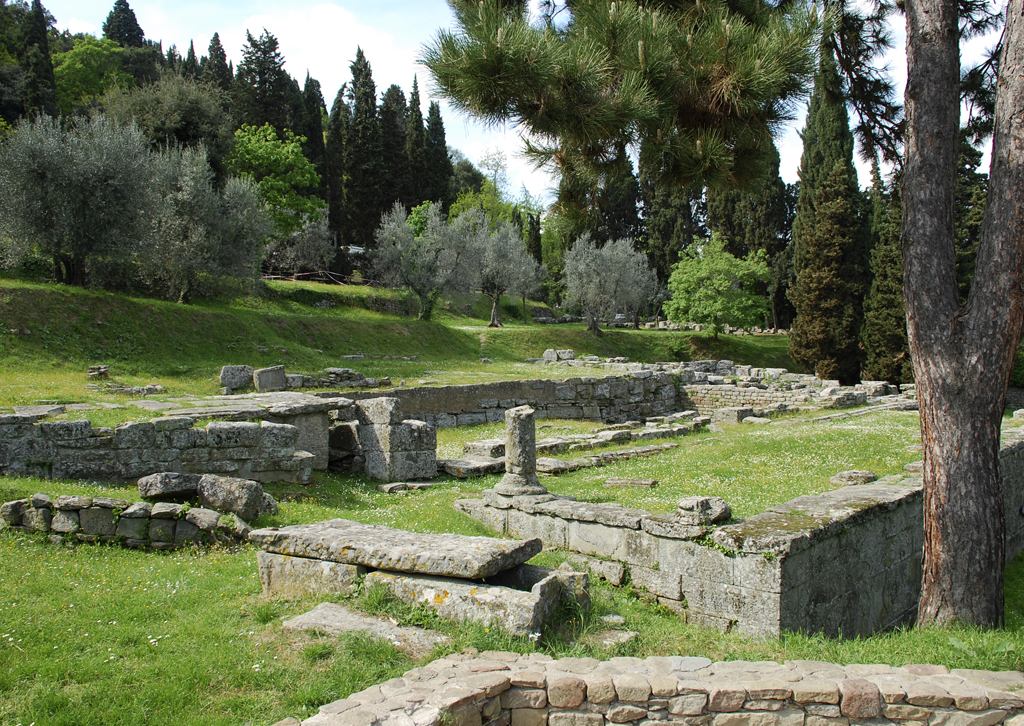
Il Tempio di Fiesole

Il tempio etrusco-romano venne costruito tra la seconda metà del IV secolo a.C. e il II secolo a.C., sebbene l'area fosse in uso per rituali sacri almeno dal VII secolo a.C., e fu scavato all'inizio del Novecento. Molto probabilmente era l'antico Capitolium fiesolano.
La cella è la parte più antica ed è divisa in tre parti: ciò fa supporre che il tempio fosse dedicato a Giove, Giunone e a Minerva (quest'ultima attribuzione quasi certa come suggerirebbe un bronzetto ellenistico raffigurante un gufo trovato nei paraggi e ora nel museo). Davanti al tempio c'è una piccola ara in pietra arenaria decorata (IV secolo a.C.-III secolo a.C.). In epoca repubblicana il tempio venne ricostruito, innalzato e ingrandito sia sulle ali che sulla parte frontale, in parte riutilizzando le murature dell'edificio precedente. La gradinata, ben conservata, ha sette scalini e giunge allo stilobate su cui sorgevano le colonne del portico, sormontato dal frontone del tempio. La parte più lunga dello stilobate fa supporre che il porticato allacciasse il tempio al Collegium.
A sinistra si vedono le basi di tre colonne rimaste del porticato che circondava la cella. Fra questi ruderi sono state ritrovate monete di bronzo e d'argento (III secolo a.C.-X secolo). In questo luogo inoltre sono stati ritrovati i resti di un sepolcreto barbarico di epoca longobarda (VII-VIII secolo), costruito su un'area della cella e i ruderi di un tempio cristiano, sorto sui resti di quello pagano verso il III secolo.

## Altro
Nella spianata si trovano anche: la porta di una tomba etrusca del III secolo a.C.; una tomba dell'epoca delle invasioni barbariche (IV secolo o V secolo), avanzi di epigrafi e di decorazioni, pilastri con motivi architettonici.
Inoltre il lato nord è chiuso dalle antichissime mura di Fiesole, realizzate dagli Etruschi con grossi blocchi di arenaria.